# Süleyman Hilmi Tunahan
Süleyman Hilmi Tunahan (1888 – 1959. szeptember 16.) török muszlim vallástudós, aki 1888-ban született a mai Bulgária területén, Szilisztra közelében, Ferhatlarban. 1959-ben halt meg Isztambul ázsiai részén, ahol Atatürk halála után az első Korán-iskolát nyitotta meg.

## Élete
Első tanára édesapja, Osman Effendi volt, akinek őseit az Oszmán Birodalom szultáni családjából eredeztetik. 1913-tól Isztambulban tanult, ahol a híres Süleymaniye medrese tefszír-hadísz szakán végzett 1919-ben. A tiltások ellenére 1941-től kezdve kiscsoportos vallási kurzusokat indított. Az első hivatalos Korán-iskolát 1952-ben alakította ki Aziz Mahmut Hüdayi egykora csilehánéja, azaz negyvennapos elvonulási helye közelében. 1957-ben vallási nézetei miatt 59 napra bebörtönzik Kütahya városában. 1959-ben halt meg. Sírja zarándokhely isztambuli Karacaahmet temetőben.

## Helye a szúfi misztikában
Süleyman Hilmi Tunahan nem egyszerűen csak vallástudós, de szúfi mester, „tökéletes mester” (mürsit-i kamil) is egyben. Egy naksibendi taríka harmincharmadik mestere. Tanítója és beavatója Salahuddin Ibni Mevlana Siracüddin volt. Követői szerint ő volt az utolsó tökéletes mester, az „idők megújítója” és a Mahdi egyben.
Tanítványai között nem volt, ki misztikus művét folytassa. Utódjai azonban továbbvitték tanítását. 2000-ig Kemal Kaçar, azóta Arif Ahmet Denizolgun vezeti a ma 4 millió tagot számláló szülejmandzsi mozgalmat. Világszerte több, mint 4000 kollégiumot és mecsetet üzemeltetnek.

## Emlékezete Magyarországon
Süleyman Hilmi Tunahan magyarországi követői a Magyarországi Iszlám Kulturális Egyesületben tömörültek.